# Halstad
Halstad ist eine als City konstituierte Siedlung im Norman County in Minnesota, Vereinigte Staaten. Das U.S. Census Bureau hat bei der Volkszählung 2020 eine Einwohnerzahl von 564 ermittelt.

## Geographie
Nach den Angaben des United States Census Bureau hat die Stadt eine Fläche von 0,8 km², die vollständig auf Land entfallen.
U.S. Highway 75 und Minnesota State Route 200 sind die beiden Hauptstraßen im Stadtgebiet.

## Demographie
Zum Zeitpunkt des United States Census 2000 bewohnten Halstad 622 Personen die Stadt. Die Bevölkerungsdichte betrug 828,1 Personen pro km². Es gab 295 Wohneinheiten, durchschnittlich 392,8 pro km². Die Bevölkerung Halstads bestand zu 94,37 % aus Weißen, 0,16 % Schwarzen oder African American, 1,45 % Native American, 2,41 % gaben an, anderen Rassen anzugehören und 1,61 % nannten zwei oder mehr Rassen. 10,13 % der Bevölkerung erklärten, Hispanos oder Latinos jeglicher Rasse zu sein.
Die Bewohner Halstads verteilten sich auf 249 Haushalte, von denen in 26,9 % Kinder unter 18 Jahren lebten. 53,4 % der Haushalte stellten Verheiratete, 6,4 % hatten einen weiblichen Haushaltsvorstand ohne Ehemann und 37,8 % bildeten keine Familien. 36,5 % der Haushalte bestanden aus Einzelpersonen und in 21,3 % aller Haushalte lebte jemand im Alter von 65 Jahren oder mehr alleine. Die durchschnittliche Haushaltsgröße betrug 2,26 und die durchschnittliche Familiengröße 2,95 Personen.
Die Stadtbevölkerung verteilte sich auf 23,2 % Minderjährige, 4,5 % 18–24-Jährige, 19,0 % 25–44-Jährige, 23,3 % 45–64-Jährige und 30,1 % im Alter von 65 Jahren oder mehr. Das Durchschnittsalter betrug 47 Jahre. Auf jeweils 100 Frauen entfielen 91,9 Männer. Bei den über 18-Jährigen entfielen auf 100 Frauen 79,7 Männer.
Das mittlere Haushaltseinkommen in Halstad betrug 31.875 US-Dollar und das mittlere Familieneinkommen erreichte die Höhe von 43.750 US-Dollar. Das Durchschnittseinkommen der Männer betrug 38.594 US-Dollar, gegenüber 21.354 US-Dollar bei den Frauen. Das Pro-Kopf-Einkommen in Halstad war 15.918 US-Dollar. 11,1 % der Bevölkerung und 8,9 % der Familien hatten ein Einkommen unterhalb der Armutsgrenze, davon waren 11,0 % der Minderjährigen und 9,6 % der Altersgruppe 65 Jahre und mehr betroffen.